# Edi Clavo
Eduardo Rodríguez Clavo (Madrid, 25 de octubre de 1958), más conocido como Edi Clavo, es un músico y escritor español.

## Biografía
Fue componente de Gabinete Caligari como batería desde el año 1981 hasta 1999. También fue miembro fundador de Malevaje en 1984. Cuando Gabinete Caligari se deshizo en 1999, este formó un grupo sin éxito junto a Ferni Presas (bajista de Gabinete Caligari) llamado Paraphernalia. Actualmente no toca en ningún grupo estable.
Su última aparición pública, junto con Jaime Urrutia (voz y guitarra de Gabinete Caligari) y Ferni Presas, fue en el año 2004. Presentaron el recopilatorio La culpa fue de Gabinete, el DVD La filmoteca del Doctor Caligari y el Libro Gabinete Caligari, el lado más chulo de la